# نسنطرة يونايتد
نادي نسنطرة يونايتد لكرة القدم (بالإنجليزية: Nusantara United Football Club) هو نادي كرة قدم إندونيسي من مدينة نسنطرة. وكان يُعرف سابقاً باسم ماتارام أوتاما. ينافس حالياً في دوري نسنطرة.